# Bilan saison par saison du KV Ostende
Cette page présente les résultats saison par saison du KV Ostende, une équipe de football belge. Le club a disputé 82 saisons dans les divisions nationales belges, auxquelles il accède pour la première fois en 1925.

## Tableau de résultats
| Ordre               | Saison  | Nom du club               | Niveau                    | Classement final          | Remarques                                                           |
| ------------------- | ------- | ------------------------- | ------------------------- | ------------------------- | ------------------------------------------------------------------- |
| 1                   | 1925-26 | VG Oostende               | Promotion (D2) série B    | 13e/14                    | Relégué                                                             |
| 2                   | 1926-27 | VG Oostende               | Promotion (D3) série A    | 10e/14                    |                                                                     |
| 3                   | 1927-28 | VG Oostende               | Promotion (D3) série A    | 12e/14                    | Relégué                                                             |
| séries régionales   |         |                           |                           |                           |                                                                     |
| 4                   | 1930-31 | K. VG Oostende            | Promotion (D3) série A    | 13e/14                    | [ saisons 2 ]                                                       |
| 5                   | 1931-32 | K. VG Oostende            | Promotion (D3) série A    | 3e/14                     |                                                                     |
| 6                   | 1932-33 | K. VG Oostende            | Promotion (D3) série A    | 6e/14                     |                                                                     |
| 7                   | 1933-34 | K. VG Oostende            | Promotion (D3) série A    | 5e/14                     |                                                                     |
| 8                   | 1934-35 | K. VG Oostende            | Promotion (D3) série A    | 1er/14                    | Champion et promu                                                   |
| 9                   | 1935-36 | K. VG Oostende            | Division 1 (D2) série B   | 9e/14                     |                                                                     |
| 10                  | 1936-37 | K. VG Oostende            | Division 1 (D2) série B   | 8e/14                     |                                                                     |
| 11                  | 1937-38 | K. VG Oostende            | Division 1 (D2) série B   | 14e/14                    | Relégué                                                             |
| 12                  | 1938-39 | K. VG Oostende            | Promotion (D3) série C    | 10e/14                    |                                                                     |
|                     | 1939-41 | Compétitions interrompues | Compétitions interrompues | Compétitions interrompues | Compétitions interrompues                                           |
| 13                  | 1941-42 | K. VG Oostende            | Promotion (D3) série A    | 10e/11                    |                                                                     |
| 14                  | 1942-43 | K. VG Oostende            | Promotion (D3) série D    | 5e/15                     |                                                                     |
| 15                  | 1943-44 | K. VG Oostende            | Promotion (D3) série A    | 14e/14                    | [ saisons 3 ]                                                       |
|                     | 1944-45 | Compétitions interrompues | Compétitions interrompues | Compétitions interrompues | Compétitions interrompues                                           |
| 16                  | 1945-46 | K. VG Oostende            | Promotion (D3) série A    | 16e/18                    |                                                                     |
| 17                  | 1946-47 | K. VG Oostende            | Promotion (D3) série A    | 16e/17                    | Relégué                                                             |
| séries provinciales |         |                           |                           |                           |                                                                     |
| 18                  | 1951-52 | K. VG Oostende            | Promotion (D3) série B    | 4e/16                     |                                                                     |
| 19                  | 1952-53 | K. VG Oostende            | Division 3 série B        | 11e/16                    |                                                                     |
| 20                  | 1953-54 | K. VG Oostende            | Division 3 série A        | 8e/16                     |                                                                     |
| 21                  | 1954-55 | K. VG Ostende             | Division 3 série B        | 15e/16                    | Relégué                                                             |
| 22                  | 1955-56 | K. VG Oostende            | Promotion série A         | 3e/16                     |                                                                     |
| 23                  | 1956-57 | K. VG Oostende            | Promotion série D         | 5e/16                     |                                                                     |
| 24                  | 1957-58 | K. VG Oostende            | Promotion série A         | 7e/16                     |                                                                     |
| 25                  | 1958-59 | K. VG Oostende            | Promotion série B         | 6e/16                     |                                                                     |
| 26                  | 1959-60 | K. VG Oostende            | Promotion série C         | 2e/16                     |                                                                     |
| 27                  | 1960-61 | K. VG Oostende            | Promotion série D         | 6e/16                     |                                                                     |
| 28                  | 1961-62 | K. VG Oostende            | Promotion série A         | 3e/16                     |                                                                     |
| 29                  | 1962-63 | K. VG Oostende            | Promotion série D         | 4e/16                     |                                                                     |
| 30                  | 1963-64 | K. VG Oostende            | Promotion série A         | 1er/16                    | Champion et promu                                                   |
| 31                  | 1964-65 | K. VG Oostende            | Division 3 série A        | 13e/16                    |                                                                     |
| 32                  | 1965-66 | K. VG Oostende            | Division 3 série B        | 11e/16                    |                                                                     |
| 33                  | 1966-67 | K. VG Oostende            | Division 3 série A        | 11e/16                    |                                                                     |
| 34                  | 1967-68 | K. VG Oostende            | Division 3 série B        | 10e/16                    |                                                                     |
| 35                  | 1968-69 | K. VG Oostende            | Division 3 série B        | 9e/16                     |                                                                     |
| 36                  | 1969-70 | K. VG Oostende            | Division 3 série A        | 9e/16                     |                                                                     |
| 37                  | 1970-71 | K. VG Oostende            | Division 3 série B        | 14e/16                    |                                                                     |
| 38                  | 1971-72 | K. VG Oostende            | Division 3 série A        | 4e/16                     |                                                                     |
| 39                  | 1972-73 | K. VG Oostende            | Division 3 série B        | 6e/16                     |                                                                     |
| 40                  | 1973-74 | K. VG Oostende            | Division 3 série B        | 1er/16                    | Champion et promu                                                   |
| 41                  | 1974-75 | K. VG Oostende            | Division 2                | 5e/16                     | Tour final                                                          |
| 42                  | 1975-76 | K. VG Oostende            | Division 2                | 7e/16                     |                                                                     |
| 43                  | 1976-77 | K. VG Oostende            | Division 2                | 13e/16                    |                                                                     |
| 44                  | 1977-78 | K. VG Oostende            | Division 2                | 16e/16                    | Relégué                                                             |
| 45                  | 1978-79 | K. VG Oostende            | Division 3 série A        | 5e/16                     |                                                                     |
| 46                  | 1979-80 | K. VG Oostende            | Division 3 série A        | 14e/16                    |                                                                     |
| 47                  | 1980-81 | K. VG Oostende            | Division 3 série A        | 7e/16                     |                                                                     |
| 48                  | 1981-82 | KV Oostende               | Division 3 série A        | 12e/16                    |                                                                     |
| 49                  | 1982-83 | KV Oostende               | Division 3 série A        | 2e/16                     |                                                                     |
| 50                  | 1983-84 | KV Oostende               | Division 3 série A        | 3e/16                     |                                                                     |
| 51                  | 1984-85 | KV Oostende               | Division 3 série A        | 2e/16                     | [ saisons 5 ]                                                       |
| 52                  | 1985-86 | KV Oostende               | Division 3 série A        | 3e/16                     |                                                                     |
| 53                  | 1986-87 | KV Oostende               | Division 3 série A        | 10e/16                    |                                                                     |
| 54                  | 1987-88 | KV Oostende               | Division 3 série A        | 3e/16                     |                                                                     |
| 55                  | 1988-89 | KV Oostende               | Division 3 série A        | 3e/16                     |                                                                     |
| 56                  | 1989-90 | KV Oostende               | Division 3 série A        | 2e/16                     |                                                                     |
| 57                  | 1990-91 | KV Oostende               | Division 3 série A        | 3e/16                     |                                                                     |
| 58                  | 1991-92 | KV Oostende               | Division 3 série A        | 1er/16                    | Champion et promu                                                   |
| 59                  | 1992-93 | KV Oostende               | Division 2                | 3e/16                     | Promu via tour final                                                |
| 60                  | 1993-94 | KV Oostende               | Division 1                | 7e/18                     |                                                                     |
| 61                  | 1994-95 | KV Oostende               | Division 1                | 17e/18                    | Relégué                                                             |
| 62                  | 1995-96 | KV Oostende               | Division 2                | 5e/16                     | Tour final                                                          |
| 63                  | 1996-97 | KV Oostende               | Division 2                | 9e/16                     |                                                                     |
| 64                  | 1997-98 | KV Oostende               | Division 2                | 1er/16                    | Champion et promu                                                   |
| 65                  | 1998-99 | KV Oostende               | Division 1                | 18e/18                    | Relégué                                                             |
| 66                  | 1999-00 | KV Oostende               | Division 2                | 2e/16                     | Tour final                                                          |
| 67                  | 2000-01 | KV Oostende               | Division 2                | 18e/18                    | Relégué                                                             |
| 68                  | 2001-02 | KV Oostende               | Division 3 série A        | 3e/16                     | Tour final                                                          |
| 69                  | 2002-03 | KV Oostende               | Division 3 série A        | 2e/16                     | Promu                                                               |
| 70                  | 2003-04 | KV Oostende               | Division 2                | 2e/18                     | Promu via tour final                                                |
| 71                  | 2004-05 | KV Oostende               | Division 1                | 17e/18                    | Relégué                                                             |
| 72                  | 2005-06 | KV Oostende               | Division 2                | 10e/18                    |                                                                     |
| 73                  | 2006-07 | KV Oostende               | Division 2                | 12e/18                    |                                                                     |
| 74                  | 2007-08 | KV Oostende               | Division 2                | 16e/19                    |                                                                     |
| 75                  | 2008-09 | KV Oostende               | Division 2                | 7e/19                     |                                                                     |
| 76                  | 2009-10 | KV Oostende               | Division 2                | 7e/19                     |                                                                     |
| 77                  | 2010-11 | KV Oostende               | Division 2                | 9e/18                     |                                                                     |
| 78                  | 2011-12 | KV Oostende               | Division 2                | 4e/18                     | Tour final                                                          |
| 79                  | 2012-13 | KV Oostende               | Division 2                | 1er/18                    | Champion et promu                                                   |
| 80                  | 2013-14 | KV Oostende               | Division 1                | 9e/16                     | Play-offs 2                                                         |
| 81                  | 2014-15 | KV Oostende               | Division 1                | 10e/16                    | Play-offs 2                                                         |
| 82                  | 2015-16 | KV Oostende               | Division 1                | 4e/16                     | Play-offs 1                                                         |
| 83                  | 2016-17 | KV Oostende               | Division 1A               | 5e/16                     | Play-offs 1                                                         |
| 84                  | 2017-18 | KV Oostende               | Division 1A               | 11e/16                    | Play-offs 2                                                         |
| 85                  | 2018-19 | KV Oostende               | Division 1A               | 14e/16                    | Play-offs 2                                                         |
| 86                  | 2019-20 | KV Oostende               | Division 1A               | 15e/16                    | Saison arrêtée après 29 journées en raison de la crise du Covid-19. |
| 87                  | 2020-21 | KV Oostende               | Division 1A               | 5e/18                     | Play-offs 2                                                         |
| 88                  | 2021-22 | KV Oostende               | Division 1A               | 12e/18                    |                                                                     |
| 89                  | 2022-23 | KV Oostende               | Division 1A               | 16e/18                    | Relégué                                                             |
| 90                  | 2023-24 | KV Oostende               | Division 1B               | ... /16                   |                                                                     |

## Bilan
Statistiques mises à jour le 26 avril 2023 (terme de la saison 2022-2023)
| Niv | Divisions     | Jouées | Titres | TM Up | TM Down |
| --- | ------------- | ------ | ------ | ----- | ------- |
| I   | 1re nationale | 14     | 0      |       |         |
| II  | 2e nationale  | 23     | 2      | 6     |         |
| III | 3e nationale  | 43     | 3      | 2     |         |
| IV  | 4e nationale  | 9      | 1      |       |         |
| V   | 5e nationale  | 0      | 0      |       |         |
|     |               |        |        |       |         |
|     | TOTAUX        | 89     | 6      | 8     | 0       |

- TM Up : test-match pour départager des égalités, ou toutes formes de Barrages ou de Tour final pour une montée éventuelle.
- TM Down : test-match pour départager des égalités, ou toutes formes de Barrages ou de Tour final pour le maintien.